# Лебедева, Татьяна Ивановна
Татья́на Ива́новна Ле́бедева (1850, Богородск, Московская губерния, Российская империя — 19 июля 1887, Карийская каторга, Российская империя) — российская революционерка, народница, террористка, участница народнических организаций, член исполнительного комитета партии «Народная воля».

## Биография
Родилась в обеспеченной дворянской семье. Отец — судья городского суда, коллежский советник, старший брат — мировой судья. Рано умершую мать заменила её сестра, вырастившая девочку.
Увлеклась народническими идеями при общении с близкими друзьями своего старшего брата и его жены. Вошла в местный кружок организации чайковцев.
Окончила курс Московского Николаевского института. Позже окончила акушерские курсы.
В июне 1874 года была арестована за антиправительственную пропаганду. Содержалась в Сущёвской полицейской части г. Москвы. Была привлечена по делу о пропаганде в империи («Процесс ста девяноста трёх»). В 1875 году переведена в Петербург в Дом предварительного заключения, в 1876 году в Трубецкой бастион Петропавловской крепости, где находилась до начала суда. На время процесса подсудимых вновь перевели в Дом предварительного заключения. Процесс проходил с 18 октября 1877 года по 23 января 1878 года под судом Особого Присутствия Правительствующего Сената. Приговором суда в качестве наказания было вменено предварительное заключение.

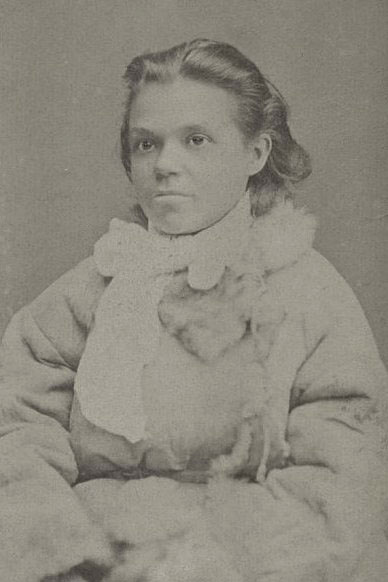
Татьяна Лебедева

После освобождения, вступила в подпольную организацию «Земля и Воля» и продолжала противоправительственную пропаганду среди рабочих. После создания партии «Народная воля» в 1879 году стала членом партии и членом Исполнительного комитета.
Выполняла поручения партии по организации покушения на императора Александра II на железной дороге под Одессой осенью 1879 года. После неудачи с покушением была направлена в декабре 1879 году в Кишинёв для организации подкопа под здание казначейства с целью экспроприации денежных средств для партийных нужд.
В 1881 году принимала участие в подготовке очередного покушения на императора Александра II: снаряжала мины для подкопа по Малой Садовой улице и участвовала в работах по производству взрывчатых веществ и зарядке ими метательных снарядов (бомб) для покушения, состоявшегося 1 марта 1881 года.
Арестована 3 сентября 1881 года, содержалась в Петропавловской крепости. Была привлечена к суду над народовольцами («Процесс двадцати»), который состоялся в Особом Присутствии Правительствующего сената 9—15 февраля 1882 года (самый значительный из народовольческих процессов). К суду были привлечены 11 членов исполнительного комитета «Народной воли» и 9 рядовых членов партии. Главным обвинением были организация и участие в восьми покушениях на царя. Решением суда ОППС 15 февраля 1882 года приговорена к смертной казни, заменённой Высочайшим повелением от 17 марта того же года бессрочной каторгой.
В июле 1883 года уже тяжелобольной была отправлена на Карийскую каторгу. Заботливый уход товарищей по каторге за больной и кое-какое лечение продлили её жизнь на несколько лет.
Умерла на каторге от цинги и туберкулёза 19 июля 1887 года.

## Муж
- Михаил Фёдорович Фроленко — с 1879 года

## В литературе
Возможным прототипом революционерки Тани Репиной в романе С. М. Кравчинского «Андрей Кожухов» (1889) послужила Татьяна Ивановна Лебедева.